# Moon Zappa
Moon Unit Zappa, född 28 september 1967 i New York, är en amerikansk ståuppkomiker, skribent, författare och skådespelerska. 
Hon är dotter till den amerikanske musikern Frank Zappa och Gail Sloatman. Hon är syster till Dweezil, Ahmet och Diva Zappa.
Då Zappa var 14 år gammal medverkade hon på sin fars hitsingel "Valley Girl" med en monolog på 'val-iska' ("valleyspeak"), en lokal slang från San Fernando Valley i Los Angeles. Sången återfinns också på albumet Ship Arriving Too Late to Save a Drowning Witch från 1982 och gjorde fraserna "gag me with a spoon" och "grody to the max" kända för en större publik.
Hon publicerade den delvis självbiografiska romanen America, the Beautiful den 11 september 2001.
Zappa var 2002–2014 gift med Paul Doucette, trumslagare i Matchbox Twenty.